# Huis Crayestein

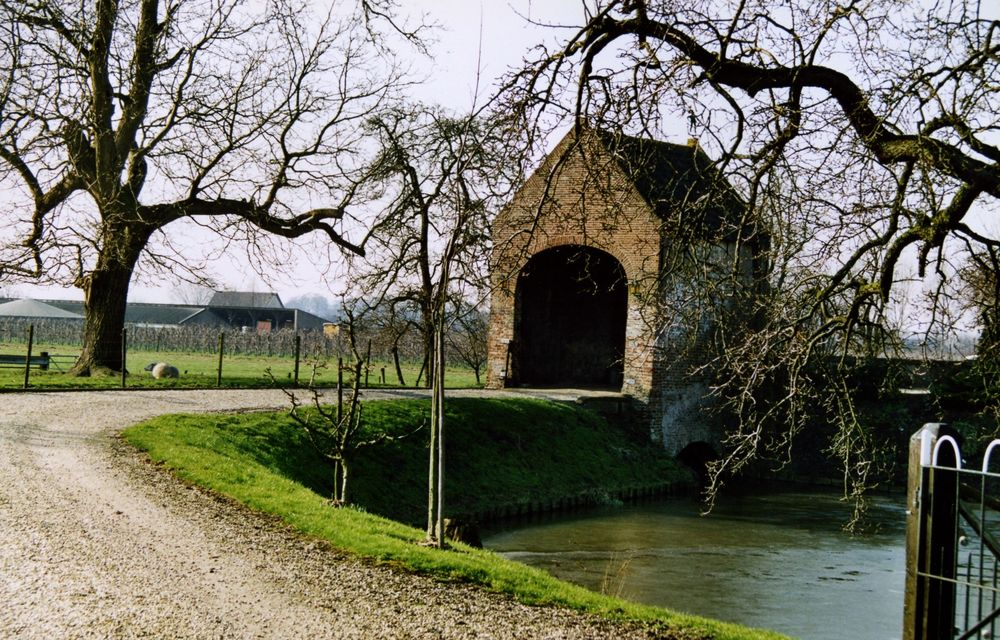
Het poorthuis is het enige wat nog resteert van het voormalige stenen huis

Huis Crayestein (ook wel Huys Kraaienstein) was een stenen huis dat zich bevond in Tricht, Gelderland. Men vermoedt dat het huis al in de 12e eeuw bestond en na branden of confrontaties enkele keren opnieuw is opgebouwd.
Over wie de eerste bezitters waren bestaat nog onduidelijkheid. Men denkt wel aan de familie van Crayenstein die het kasteel Crayenstein in de Grote Waard in bezit hadden, maar dit is nooit bewezen. Ook de in de 14e eeuw levende edele heer Gozewijn van Tricht werd als eigenaar genoemd, maar dit is ook nooit vastgesteld. De eerste bekend gebleven eigenaar was Margriet van Buren, die in 1515 de stenensterkte betrok. Na haar kwam het in bezit van Ermond van Buchel. Zijn familie bezat Crayestein vervolgens zeker ca. 300 jaar. De laatste bezitter was Jan van Reekum, waarna het stenen huis eind 19e eeuw werd afgebroken. Het enige wat nu nog bestaat is de toegangspoort ofwel het poorthuis.